# Arturo Álvarez-Buylla
Arturo Álvarez-Buylla Roces (Ciudad de México, 1958) es un neurobiólogo mexicano, de origen asturiano, profesor de Anatomía y Neurocirugía en la Universidad de California-San Francisco, especializado en la neurogénesis del cerebro.
En 2011 fue galardonado con el Premio Príncipe de Asturias de Investigación Científica y Técnica por sus estudios en el desarrollo de las células nerviosas en los cerebros de los adultos, junto a Giacomo Rizzolatti y Joseph Altman. El jurado consideró que estos investigadores habían permitido el "descubrimiento de la regeneración de neuronas en cerebros adultos y de las neuronas espejo" y que sus hallazgos figuraban "entre los más importantes de la neurobiología, cambiando nuestra forma de entender el cerebro, desde los tiempos del profesor Santiago Ramón y Cajal". Sobre Álvarez-Buylla en concreto, destacó el jurado:

[Álvarez-Buylla] ha identificado los mecanismos fundamentales inherentes a la neurogénesis y las células gliales como progenitoras de nuevas neuronas, así como la migración en cadena de estas últimas a diferentes zonas del cerebro, aportando así nuevas pistas sobre el origen de los tumores cerebrales

Es miembro de la Real Academia de Ciencias Exactas, Físicas y Naturales de España y de la Sociedad de Neurociencias de Estados Unidos. Miembro de una familia procedente del exilio Republicano español, su padre, Ramón Álvarez-Buylla, fue un destacado científico también, y sus abuelos, Arturo Álvarez-Buylla Godino y Wenceslao Roces, fueron, respectivamente, pionero de la aviación española y senador por Asturias.